# ريتشارد أ. ديفين
ريتشارد أ. ديفين (بالإنجليزية: Richard A. Devine)‏ محامٍ أمريكي شغل منصب المدعي العام لولاية كوك كاونتي من عام 1996 إلى عام 2008.

## النشأة والتعليم
وهو الثاني من بين خمسة أطفال, وكان نجل موظف في إدارة المياه في شيكاغو. نشأ ديفاين في روجرز بارك, شيكاغو, ولعب كرة القدم وكرة السلة في أكاديمية لويولا في ويلميت, إلينوي. التحق بجامعة جون كارول لمدة عام في منحة دراسية لكرة القدم لكنه عاد إلى المنزل عندما ساءت صحة والده بعد إصابته بسكتة دماغية. في عام 1966, تخرج ديفاين من جامعة لويولا في شيكاغو بدرجة البكالوريوس في الآداب قبل أن يحصل على دكتوراه في القانون من كلية بريتزكر للقانون بجامعة نورث وسترن في عام 1968.

## مسار مهني
عمل ديفاين كمساعد لرئيس بلدية شيكاغو ريتشارد دالي في عامي 1968 و 1969. عمل ديفين بعد ذلك كمستشار قانوني لدالي من عام 1969 إلى عام 1972. ثم شغل منصب مساعد المدعي العام الأول في عهد ريتشارد إم دالي من 1980 إلى 1983. كان رئيسًا لمنطقة شيكاغو بارك من عام 1990 إلى عام 1993, وعضوًا في لجنة إصلاح المحاكم التي تم إنشاؤها في أعقاب عملية جريلورد.
تم انتخاب ديفاين في عام 1996 كمدعي عام لولاية كوك كاونتي, وأزاح الجمهوري الحالي جاك أومالي في انتصار مفاجئ. خدم لمدة 12 عامًا حتى عام 2008, عندما لم يرشح نفسه لإعادة انتخابه. وخلفه أنيتا ألفاريز.
ظهر ديفاين في Surviving R. Kelly, وهو سلسلة وثائقية مدى الحياة لعام 2019 حول مزاعم الاعتداء الجنسي على الموسيقي أر كيلي. على الرغم من أن محاكمة كيلي عام 2008 حدثت في نهاية فترة ديفين, إلا أنه لم يشارك في المحاكمة.

## الحياة الشخصية
ديفاين متزوج من شارلين ديفاين منذ أكثر من 50 عامًا ولديهما أربعة أطفال بالغين. 